# Мюллер (футболіст)
Луїс Антоніо Корреа да Коста (порт. Luiz Antônio da Costa, нар. 31 січня 1966, Кампу-Гранді), більш відомий як Мюллер (нім. Müller) — бразильський футболіст, що грав на позиції нападника. По завершенні ігрової кар'єри — футбольний тренер.
Виступав за ряд бразильських клубів, італійські «Торіно» та «Перуджу», японську «Касіву Рейсол», а також національну збірну Бразилії, у складі якої ставав чемпіоном світу. За кількістю голів за «Сан-Паулу» (158 м'ячів), займає 7-е місце в історії клубу.

## Клубна кар'єра
Народився 31 січня 1966 року в місті Кампу-Гранді. Вихованець футбольної школи клубу «Операріо».
У дорослому футболі дебютував 1984 року виступами за команду клубу «Сан-Паулу», в якій провів чотири сезони, взявши участь у 60 матчах чемпіонату. У складі «Сан-Паулу» був одним з головних бомбардирів команди, маючи середню результативність на рівні 0,42 голу за гру першості і виграв два чемпіонати штату Сан-Паулу і один чемпіонат Бразилії.
У 1988 році Мюллер перебрався в Італію, де став виступати за «Торіно». Незважаючи на те, що бразилець забивав у команді-аутсайдері в кожній третій грі, це не врятувало туринський клуб від «вильоту» в Серію Б, проте Мюллер допоміг клубу в наступному ж сезоні повернутись в елітний дивізіон, а в 1991 році виграти Кубок Мітропи, що було безсумнівним успіхом для клубу.
Відразу після цього Мюллер залишив Європу і повернувся в «Сан-Паулу», вигравши з командою ще два чемпіонати штату і одну першість Бразилії. Але найбільших успіхів клуб домігся на міжнародній арені, вигравши два кубка Лібертадорес і два міжконтинентальних кубка, у другому з яких гол Мюллера приніс перемогу «Сан-Паулу» в матчі з італійським «Міланом» 3:2, після чого Мюллер був визнаний найкращим гравцем матчу. Крім того клуб з Мюллером виграв по одному Суперкубку Лібертадорес і Рекопі Південної Америки у 1993 році.
У 1994 році Мюллер поїхав на заробітки до Японії, виступаючи за клуб «Касіва Рейсол». Повернувшись до Бразилії через рік, Мюллер перейшов в «Палмейрас», вигравши з командою свій останній титул чемпіона штату. В 1996 році «Палмейрас» встановив рекорд за кількістю голів в чемпіонаті, забивши 100 м'ячів, частина з яких припала на частку Мюллера.
1996 року Мюллер втретє у своїй кар'єрі повернувся в «Сан-Паулу», забивши 11 голів в 21 матчі чемпіонаті, після чого перейшов у італійську «Перуджу», за яку провів лише 6 матчів.
У 1997 році Мюллер став гравцем «Сантуса», де грав два роки, але ніяких титулів не домігся. Після цього, Мюллер перейшов в «Крузейро», вигравши з клубом чемпіонат штату Мінас-Жерайс, Рекопу Південної Америки та Кубок Сул-Мінас.
Згодом грав у «Корінтіанс», «Сан-Каетану», «Тупі» та «Португеза Деспортос», але вже не був основним гравцем команди.
Завершив професійну ігрову кар'єру у нижчоліговому клубі «Іпатінга» у 2004 році.

## Виступи за збірні
1985 року залучався до складу молодіжної збірної Бразилії, разом з якою став молодіжним чемпіоном на турнірі в СРСР. Крім того Мюллер забив 3 голи і з шістьма іншими гравцями став найкращим бомбардиром турніру.
1986 року дебютував в офіційних матчах у складі національної збірної Бразилії. В тому ж році у складі збірної був учасником чемпіонату світу 1986 року у Мексиці, де бразильці вилетіли в чвертьфіналі, а наступного року був учасником розіграшу Кубка Америки 1987 року в Аргентині, де Бразилія виступила ще гірше, не вийшовши з групи.
У 1990 році гравець вдруге поїхав на чемпіонату світу в Італії, але незважаючи на два голи Мюллера на груповому етапі, його збірна вилетіла вже в 1/8 фіналу, поступившись принциповим суперникам — аргентинцям 0:1. На наступному великому турнірі для Мюллера, Кубку Америки 1993 року в Еквадорі, збірна Аргентини знову стала злим генієм бразильців. В чвертьфіналі гол Мюллера не дозволив суперникам визначити в основний час найсильнішого (1:1), але в серії пенальті точнішими були аргентинці.
Лише на наступному, останньому для себе турнірі, чемпіонаті світу 1994 року у США, Мюллер здобув зі збірною титул чемпіона світу, хоча у фінальному матчі на поле так і не вийшов.
Всього протягом кар'єри у національній команді, яка тривала 13 років, провів у формі головної команди країни 56 матчів, забивши 12 голів.

## Подальше життя
Завершивши кар'єру гравця, Мюллер став телекоментатором, працюючи на телеканалі «TV Bandeirantes», в тому числі і на матчах чемпіонату світу 2006 року. А відразу після турніру, Мюллер обійняв посаду виконавчого директора клубу «Санту-Андре», підписавши контракт на 5 років.

## Статистика
| Чемпіонат | Чемпіонат             | Чемпіонат      | Ліга | Ліга |
| Сезон     | Клуб                  | Ліга           | Ігри | Голи |
| Бразилія  | Бразилія              | Бразилія       | Ліга | Ліга |
| --------- | --------------------- | -------------- | ---- | ---- |
| 1984      | «Сан-Паулу»           | Серія А        | 0    | 0    |
| 1985      | «Сан-Паулу»           | Серія А        | 15   | 4    |
| 1986      | «Сан-Паулу»           | Серія А        | 30   | 11   |
| 1987      | «Сан-Паулу»           | Серія А        | 15   | 10   |
| 1988      | «Сан-Паулу»           | Серія А        | 0    | 0    |
| Італія    | Італія                | Італія         | Ліга | Ліга |
| 1988/89   | «Торіно»              | Серія А        | 31   | 11   |
| 1989/90   | «Торіно»              | Серія B        | 27   | 11   |
| 1990/91   | «Торіно»              | Серія А        | 7    | 2    |
| Бразилія  | Бразилія              | Бразилія       | Ліга | Ліга |
| 1991      | «Сан-Паулу»           | Серія А        | 7    | 3    |
| 1992      | «Сан-Паулу»           | Серія А        | 17   | 5    |
| 1993      | «Сан-Паулу»           | Серія А        | 12   | 3    |
| 1994      | «Сан-Паулу»           | Серія А        | 5    | 2    |
| Японія    | Японія                | Японія         | Ліга | Ліга |
| 1994      | «Касіва Рейсол»       | Футбольна ліга | 13   | 3    |
| 1995      | «Касіва Рейсол»       | Джей-ліга      | 11   | 5    |
| Бразилія  | Бразилія              | Бразилія       | Ліга | Ліга |
| 1995      | «Палмейрас»           | Серія А        | 20   | 8    |
| 1996      | «Сан-Паулу»           | Серія А        | 20   | 11   |
| Італія    | Італія                | Італія         | Ліга | Ліга |
| 1996/97   | «Перуджа»             | Серія А        | 6    | 0    |
| Бразилія  | Бразилія              | Бразилія       | Ліга | Ліга |
| 1997      | «Сантус»              | Серія А        | 27   | 10   |
| 1998      | «Крузейру»            | Серія А        | 22   | 5    |
| 1999      | «Крузейру»            | Серія А        | 16   | 2    |
| 2000      | «Крузейру»            | Серія А        | 2    | 0    |
| 2000      | «Корінтіанс»          | Серія А        | 6    | 1    |
| 2001      | «Сан-Каетану»         | Серія А        | 15   | 4    |
| 2002      | «Сан-Каетану»         | Серія А        | 0    | 0    |
| 2003      | «Тупі»                | Серія С        | 0    | 0    |
| 2003      | «Португеза Деспортос» | Серія B        | 7    | 1    |
| 2004      | «Іпатінга»            | Серія С        | 0    | 0    |
| Країна    | Бразилія              | Бразилія       | 236  | 80   |
| Країна    | Італія                | Італія         | 71   | 24   |
| Країна    | Японія                | Японія         | 24   | 8    |
| Всього    | Всього                | Всього         | 331  | 112  |

| Збірна Бразилії | Збірна Бразилії | Збірна Бразилії |
| Роки            | Ігри            | Голи            |
| --------------- | --------------- | --------------- |
| 1986            | 12              | 1               |
| 1987            | 10              | 2               |
| 1988            | 3               | 1               |
| 1989            | 3               | 0               |
| 1990            | 7               | 3               |
| 1991            | 1               | 1               |
| 1992            | 2               | 0               |
| 1993            | 12              | 4               |
| 1994            | 4               | 0               |
| 1995            | 0               | 0               |
| 1996            | 0               | 0               |
| 1997            | 1               | 0               |
| 1998            | 1               | 0               |
| Вього           | 56              | 12              |

## Титули і досягнення
| - Чемпіон світу (1): Бразилія: 1994 - Чемпіон світу U-20 (1): Бразилія (U-20): 1985 - Володар кубка Роуза (1): Бразилія: 1987 - Володар Кубка Лібертадорес (2): «Сан-Паулу»: 1992, 1993 - Володар Міжконтинентального кубка (2): «Сан-Паулу»: 1992, 1993 - Переможець Рекопи Південної Америки (2): «Сан-Паулу»: 1993 «Крузейру»: 1998 - Володар суперкубка Лібертадорес (1): «Сан-Паулу»: 1993 - Володар Кубка Мітропи (1): «Торіно»: 1991 | - Чемпіон Бразилії: (2): «Сан-Паулу»: 1986, 1991, - Володар Кубка Бразилії (1): «Крузейру»: 2000 - Чемпіон штату Сан-Паулу (5): «Сан-Паулу»: 1985, 1987, 1991, 1992 «Палмейрас»: 1996 - Чемпіон штату Мінас-Жерайс: (1): «Крузейру»: 1998 - Володар кубка Сул-Мінас: (1): «Крузейру»: 2001 - Найкращий бомбардир чемпіонату Бразилії: 1987 - Найкращий гравець Міжконтинентального кубка: 1992 - Володар Срібного м'яча Бразилії: 1997 |